# Bita László
Bita László (Dunaújváros, 1967. augusztus 14. –) magyar labdarúgókapus, edző.

## Pályafutása
Bita László 1988-ban mutatkozott be a Dunaújvárosi Kohász csapatában, mellyel az 1999–2000-es szezonban magyar bajnok lett. 2005 és 2008 között az élvonalbeli Paksi FC játékosa volt, három élvonalbeli és két másodosztályú bajnoki mérkőzésen lépett pályára. 2019 óta a Dunaújváros PASE II vezetőedzője.

## Sikerei, díjai
- Dunaferr
  - Magyar bajnok: 2000